# Mama Diabaté
Pour les articles homonymes, voir Diabaté.
Mama Diabaté, née en 1959 à Bagna dans la région de Faranah et morte le 5 décembre 2023 à Conakry, est une artiste instrumentiste guinéenne.

## Biographie
Mama Diabaté, née dans la savane guinéenne à Faranah, est la nièce du chanteur balafoniste El’Hadj Djéli Fodé Diabaté, et cousine de Sékou Bembeya Diabaté.

### Carrière
Mama Diabaté a commencé sa carrière en 1970. Elle est une des rares femmes musiciennes à savoir jouer de sept instruments de musique dont six traditionnels : bolon, kora, doundoun, dan, balafon, djembé et guitare.
Elle réalise de nombreux concerts dans divers pays d’Afrique, d’Europe et des États-Unis, et enregistre plusieurs disques, dont « Dabanko », « Koffi cola nâ y » et « La Biche du Manding » en 1993, « Nambiyo » en 1994, « N’na niwalé » en 1995 ou encore « A Dèdyn (La Biche du Manding) » (2003).
La Biche du Manding (son surnom) fait de la musique afro-folk, l'afro-pop, la pop, du funk, du rock associé à la musique mandingue.
Après plusieurs années en Sierra Leone, elle revient en Guinée et prévoit la réalisation d’un album en 2021,.

### Mort
Mama Diabaté est décédée de maladie le 5 décembre 2023 à l'hôpital de l'amitié sino-guinéenne de Kipé.

### Les Sœurs Diabaté
À trois, les soeurs Sona Diabaté, Sayon Diabaté et Mama Diabaté feront l'enregistrement de Donkili Diarabi par la structure Guinean Lovesongs en 2002.

## Albums
Mama Diabaté a sorti trois albums entre 1993 et 1995.